# Onthophagus luismargaritorum
Onthophagus luismargaritorum là một loài bọ cánh cứng trong họ Bọ hung (Scarabaeidae).